# Кирюшкино (Старокулаткинский район)
Кирюшкино (тат. Киреавыл) — село в Старокулаткинском районе Ульяновской области.
Входит в состав Терешанского сельского поселения. Ранее образовывало отдельный Кирюшкинский сельсовет. 

## География
Расположено в 20 км к северу от районного центра, на реке Терешка, у впадения в неё реки Сухая Терешка, в остепнённом районе, расчленённом оврагами и балками. Высота над уровнем моря 168 м.

## История
Возникло в конце XVII века, название происходит от татарского киреаул — село на отшибе, в отдалении. 
В Списке населённых мест Российской империи по сведениям за 1859 год упоминается как казённая деревня Кирюшкино (Кире-авыл) Хвалынского уезда Саратовской губернии, расположенная при речке Терешке по просёлочному тракту из Хвалынска в город Кузнецк на расстоянии 55 вёрст от уездного города. В населённом пункте насчитывалось 180 дворов, проживали 534 мужчины и 705 женщины, имелись 2 мечети, училище и мельница.
Согласно переписи 1897 года в деревне Кирюшкино (Кирнавыл) проживали 1955 жителей (940 мужчин и 1015 женщин), из них магометан — 1942.
Согласно Списку населённых мест Саратовской губернии 1914 года Кирюшкино относилось к Адоевщинской волости. По сведениям за 1911 год в деревне проживали преимущественно бывшие государственные крестьяне, татары, составлявшие одно сельское общество, насчитывались 486 хозяйств (дворов), проживали 1295 мужчин и 1317 женщин, имелись 4 мечети.

## Население
Динамика численности населения по годам:
| Годы      | 1859 | 1897 | 1911 | 1989 | 2002 |
| --------- | ---- | ---- | ---- | ---- | ---- |
| Население | 1239 | 1955 | 2612 | ≈720 | 504  |

| 2010 |
| ---- |
| 371  |

Национальный состав
Согласно результатам переписи 2002 года татары составляли 100 % населения села.
- Родина Героя Советского Союза Махмута Аипова (1921—1945).

## Инфраструктура
Действуют: школа, клуб, библиотека. В селе воздвигнут обелиск в память о погибших в Великой Отечественной войне.